# Cassoli
Cassoli, nobile famiglia di Reggio Emilia, nota sino dal X secolo.

## Esponenti illustri
- Marco Cassoli (?-1172), noto per avere probabilmente assassinato il 38º doge di Venezia Vitale II Michiel il 28 maggio 1172
- Teresio Cassoli (XII secolo)
- "Cassolo" (XIII secolo), mercenario e capostipite dei Cassoli di Reggio
- Jacopino Cassoli (XIV secolo), notaio, al servizio dei Visconti duchi di Milano
- Filippo Cassoli (1333-?), giureconsulto, insegnante di diritto al servizio dei Visconti a Pavia
- Taddeo Cassoli (1336-?), giureconsulto
- Maffeo Cassoli (?-1408), politico
- Luigi Amerigo Cassoli (XVI secolo), letterato
- Francesco Cassoli (1447-?), capitano di Alfonso I d'Este
- Pietro Antonio Cassoli (1429-?), giureconsulto al servizio di Borso d'Este
- Alessandro Cassoli (1542-1624), al servizio di Alfonso II d'Este
- Giacomo Cassoli (1465-?), ecclesiastico e vicario generale del cardinale Ippolito d'Este, amministratore apostolico di Modena

- Francesco Cassoli (1749-1812), poeta
- Giuseppe Cassoli (1866-1948), militare
- Alberto Cassoli (1890-1941), militare

## Proprietà
- Palazzo Cassoli a Reggio Emilia

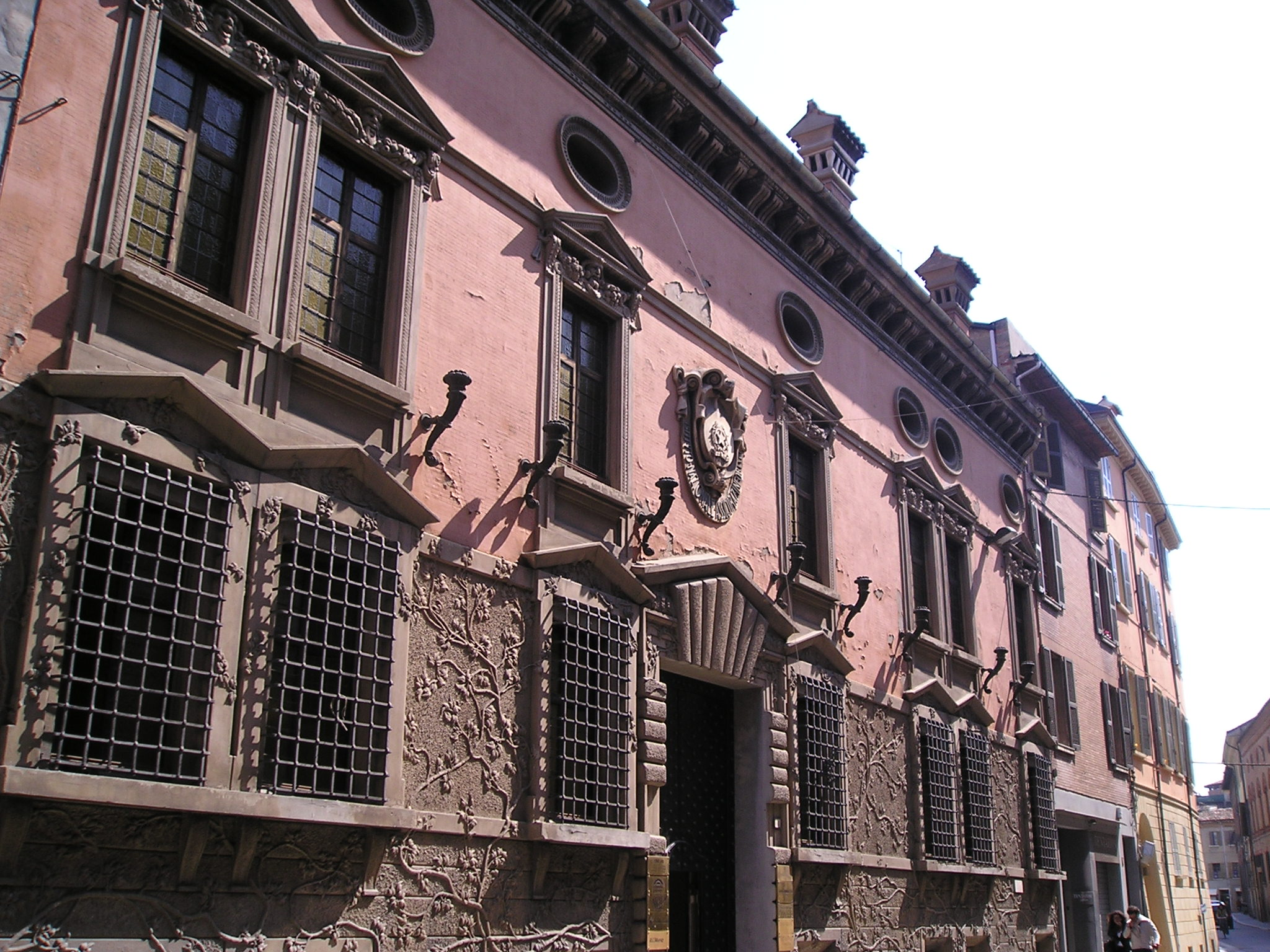
Reggio Emilia, Palazzo Cassoli

- Palazzo Cassoli-Tirelli a Reggio Emilia
- Villa Cassoli (Villa Angela) a Codemondo[3]